# Lijst van voetbalinterlands Azerbeidzjan - Noord-Macedonië (vrouwen)
Deze lijst van voetbalinterlands is een overzicht van alle officiële voetbalinterlands tussen de nationale vrouwenteams van Azerbeidzjan en Noord-Macedonië. De landen hebben tot nu toe twee keer tegen elkaar gespeeld.

## Wedstrijden
| № | Plaats   | Datum       | Competitie        | Wedstrijd                | Uitslag |
| - | -------- | ----------- | ----------------- | ------------------------ | ------- |
| 1 | Bakoe    | 3 mei 2008  | Vriendschappelijk | Azerbeidzjan − Macedonië | 2 − 1   |
| 2 | Roestavi | 13 mei 2009 | Vriendschappelijk | Azerbeidzjan − Macedonië | 4 − 0   |

## Samenvatting
| Competitie        | Totaal gespeeld | Winst Azerbeidzjan | Gelijk | Winst Noord-Macedonië | Doelsaldo Azerbeidzjan – Noord-Macedonië |
| ----------------- | --------------- | ------------------ | ------ | --------------------- | ---------------------------------------- |
| Vriendschappelijk | 2               | 2                  | 0      | 0                     | 6 − 1                                    |
| Totaal            | 2               | 2                  | 0      | 0                     | 6 − 1                                    |